# ティロン＝ガルデ
ティロン＝ガルデ （Thiron-Gardais）は、フランス、サントル＝ヴァル・ド・ロワール地域圏、ウール＝エ＝ロワール県のコミューン。

## 歴史

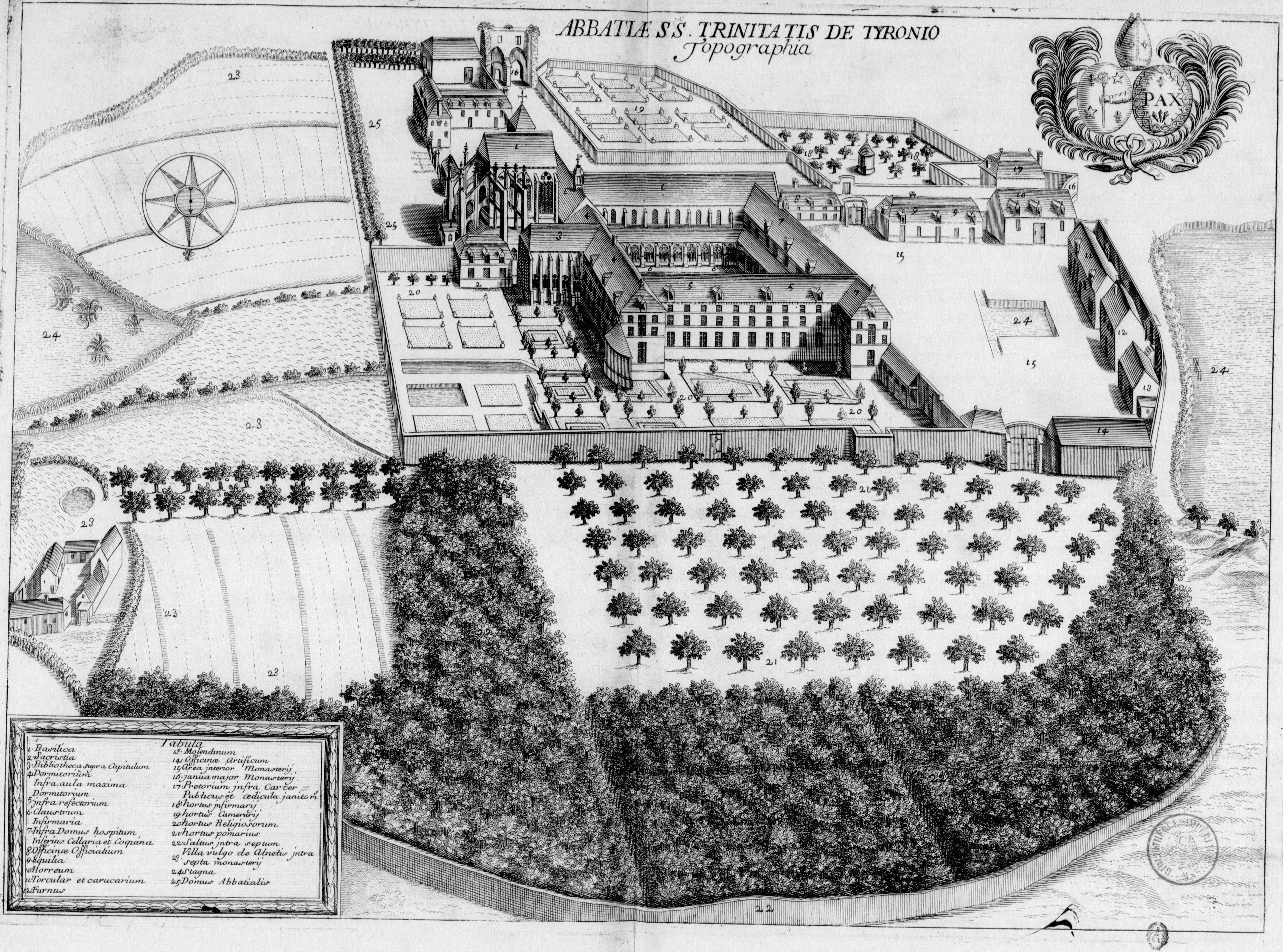
17世紀に作成された修道院のエングレーヴィング

ペルシュ地方の入り口にあたるティロン＝ガルデの村は、ベルナール・ド・ポンチューによって創設された修道院が置かれたことで誕生した。かつてのサント・トリニテ修道院は、フランスの北半分やスコットランドのハイランド地方に影響力を発揮した。実際に、12世紀には、1114年以降修道院が建設中であり、その影響力から多くの寄進があり、22か所の大修道院や数百以上の小修道院に権威を行使していた。ティロンでは、ヌルシアのベネディクトゥスの戒律の厳守を踏襲していた。
普仏戦争中の1870年11月17日、マンシュ県国家防衛隊（fr、兵役を回避した者も全て徴兵対象とする体制）からなる第30暫定連隊が関与した、ティロン＝ガルデ事件が発生した。
過去の繁栄と残光は忘却の中にとどまり、修道院付属教会のロマネスク様式の身廊、アンシャン・レジーム時代の十分の一税を納めた納屋、軍のコレージュにしか往時の面影は残っていない。
1987年、隣り合うコミューンのガルデと合併し、正式にティロン＝ガルデの名称になった。

## 人口統計
| 1962年 | 1968年 | 1975年 | 1982年 | 1990年 | 1999年 | 2009年 | 2013年 |
| ------ | ------ | ------ | ------ | ------ | ------ | ------ | ------ |
| 571    | 616    | 854    | 1019   | 1171   | 1121   | 1098   | 1050   |

参照元:1962年から1999年までは複数コミューンに住所登録をする者の重複分を除いたもの。それ以降は当該コミューンの人口統計によるもの。1999年までEHESS/Cassini、2006年以降INSEE。

## 史跡

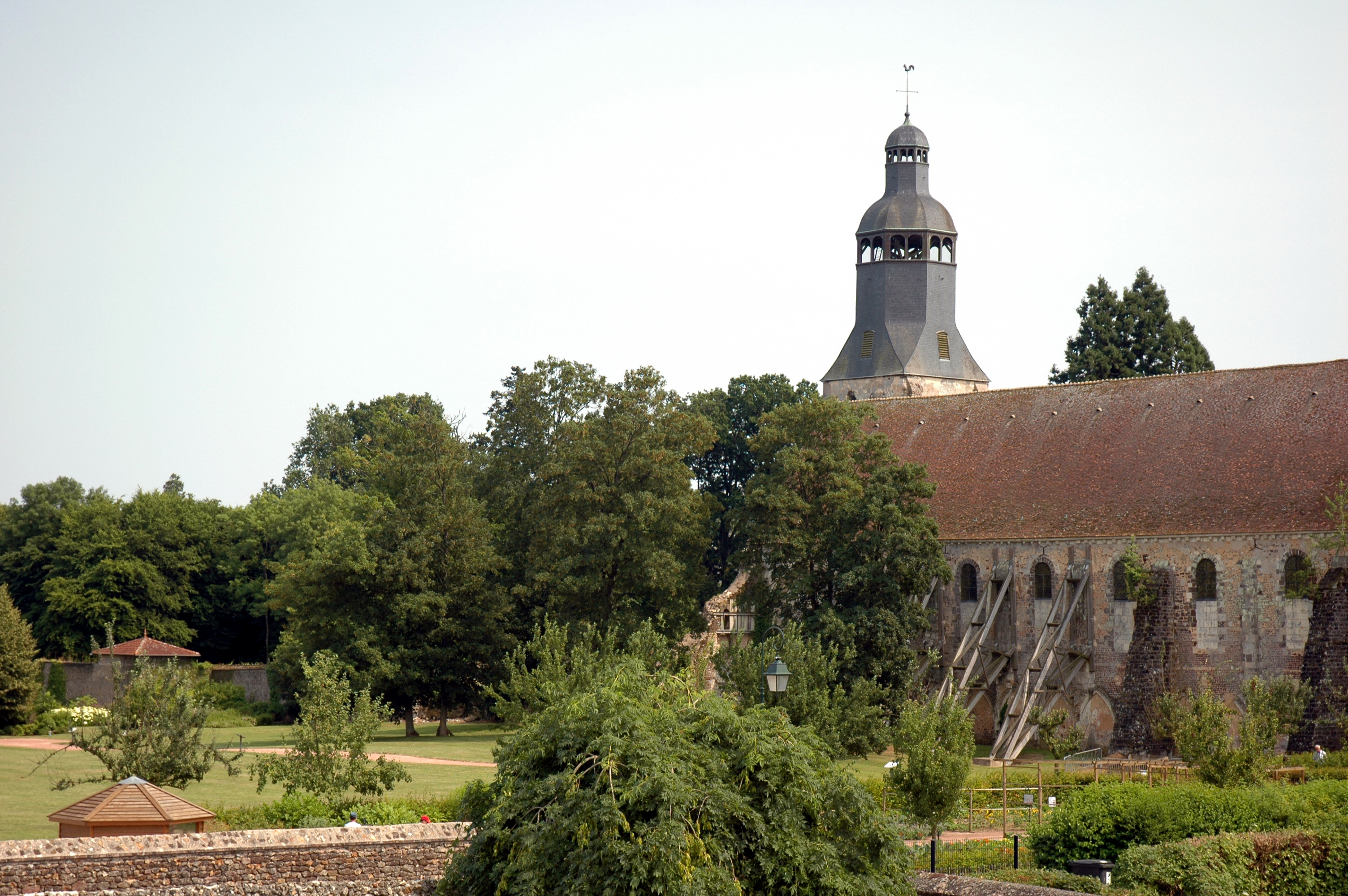
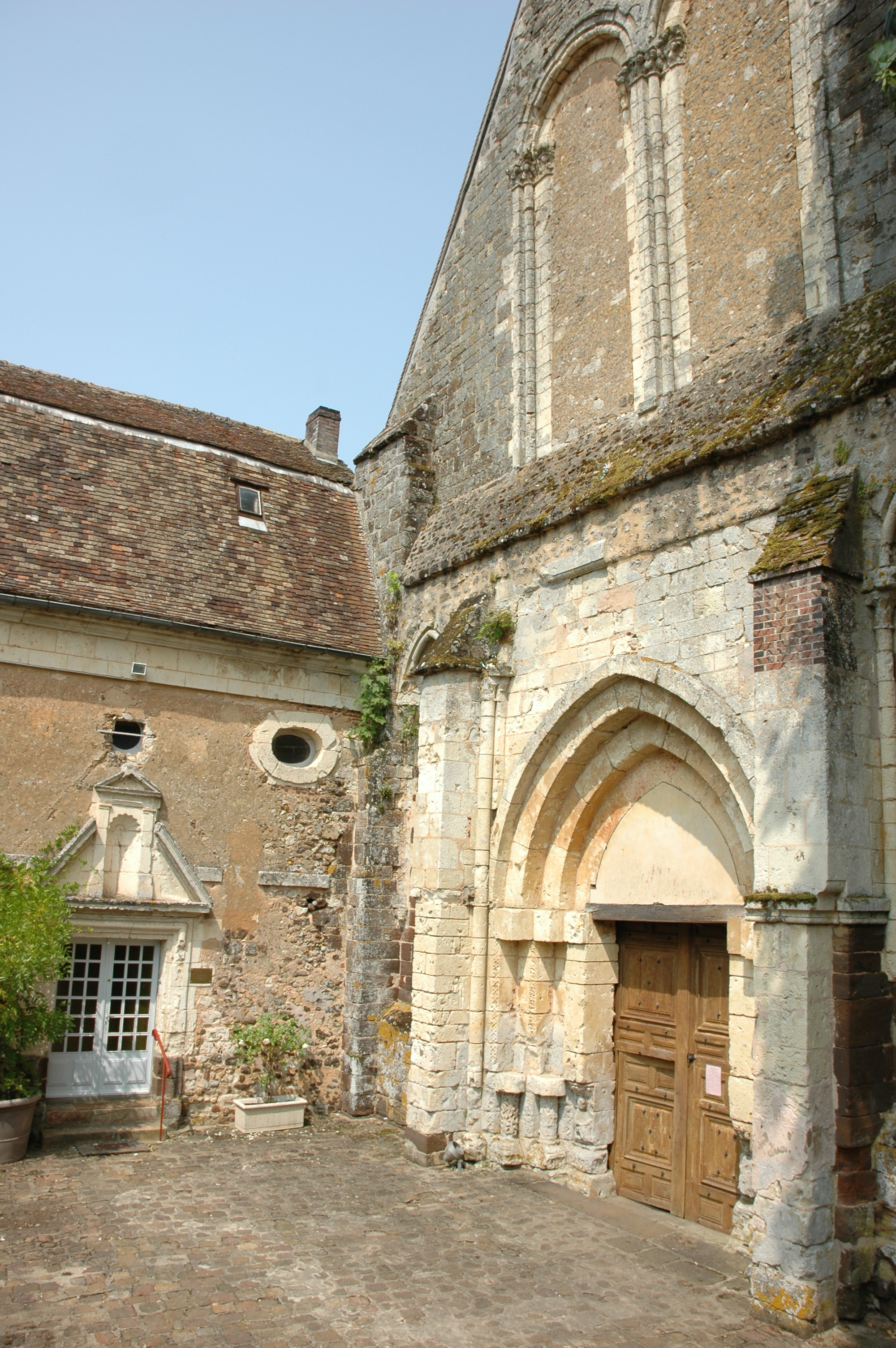
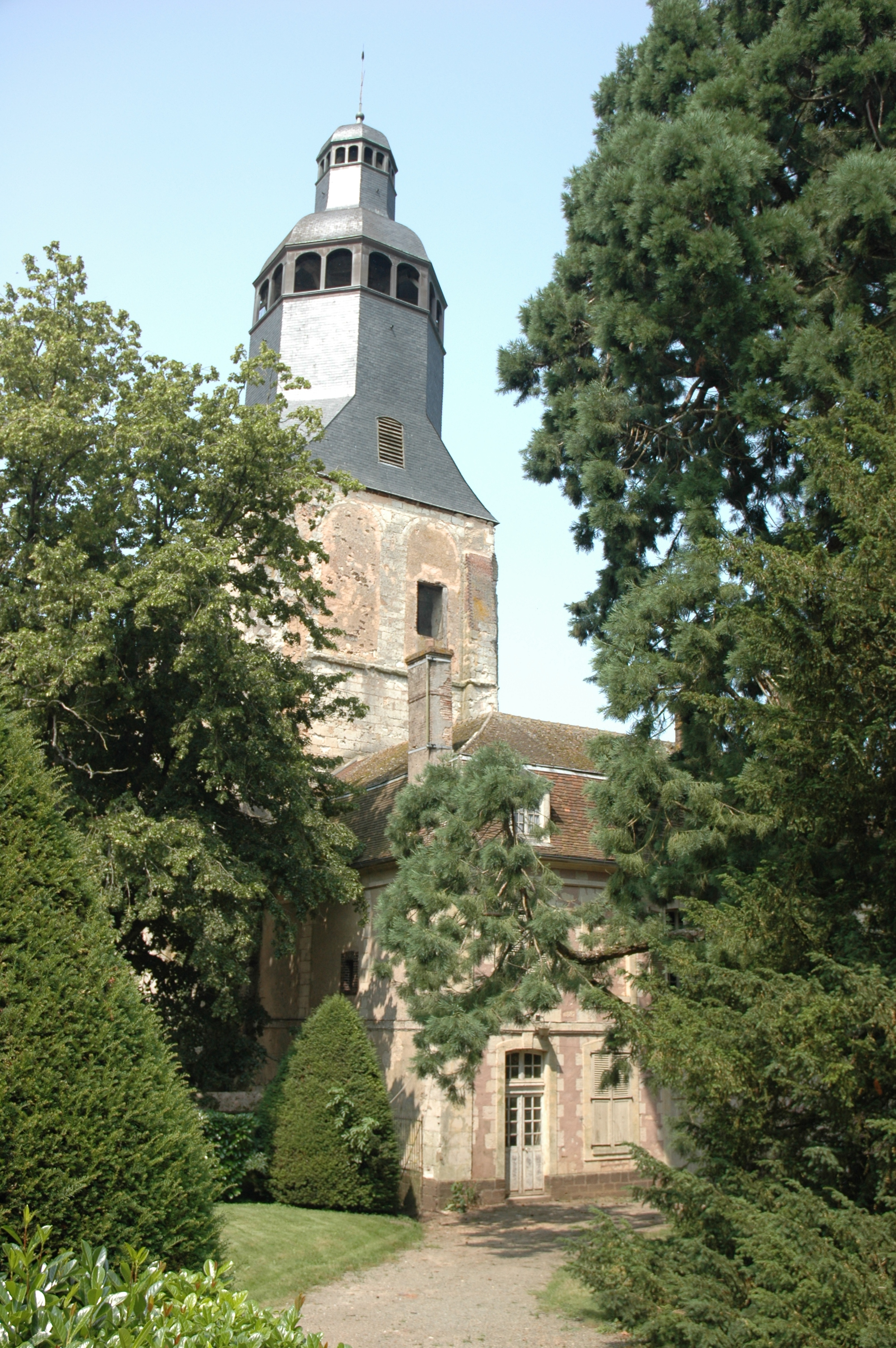

- サント・トリニテ修道院 - 歴史的記念物[4]

## 姉妹都市
- エーベンヴァイラー、ドイツ